# Дэвис, Сэмми Ли
Сэмми Ли Дэвис (англ. Sammy Lee Davis) (род. 1 ноября 1946) — солдат армии США, участник Вьетнамской войны, награждён медалью Почёта.

## Биография
Родился в г. Дейтон, штат Огайо, вырос в районе Френч-камп, штат Калифорния. В его семье долгие традиции военной службы, его дед участвовал в Испано-американской войне, его отец Роберт Дэвис участвовал во Второй мировой войне, его брат Хуберт («Бадди») участвовал в Корейской войне а брат Дарелл участвовал во Вьетнамской войне. Сэмми окончил хай-скул Мантека в г. Мантека, штат Калифорния, где состоял в футбольной и водолазной команде. Также участвовал в организации Sea Scouting в г. Стоктон. После того как Сэмми отучился год в хай-скул его семья перебралась в Индиану. Там в 1966 году Сэмми окончил Мурсвилль хай-скул в г. Мурсвилль.
В 1965 году Дэвис вступил в ряды армии США из г. Индианаполис, штат Индиана.
В марте 1967 года Дэвис в звании рядового первого класса был отправлен в Южный Вьетнам, где получил назначение в батарею С, второго батальона, четвёртого артиллерийского полка, девятой пехотой дивизии. 18 ноября 1967 года его часть находящаяся на базе огневой поддержки Каджел (10°25′11″ с. ш. 105°59′28″ в. д.) к западу от Кай Лау попала под пулемётный и миномётный обстрел, который вели три роты Вьетконга из 261-го батальона основных сил Вьетконга с юга и потом с запада. Определив местонахождение вражеских позиций, Дэвис прикрыл пулемётным огнём своих товарищей, так чтобы они могли вести ответный артиллерийский огонь. Дэвис был ранен, но оставил без внимания предупреждение уйти в укрытие. Он самолично выпустил несколько снарядов из загоревшейся гаубицы. Несмотря на травму спины, не дававшую ему возможности плыть, он переплыл через реку на надувном матрасе и спас троих раненых американских солдат. Дэвис добрался до другой гаубичной позиции и продолжил стрелять по идущему в атаку противнику, пока тот не отступил. Битва продлилась два часа
.
В дальнейшем Дэвис был повышен в звании до сержанта и на следующий год получил медаль Почёта из рук президента США Линдона Джонсона на церемонии в Белом доме. Получив медаль Дэвис сыграл на гармошке «Oh Shenandoah» в память о людях, с которыми он служил во Вьетнаме.
В 1984 году он ушёл в отставку из-за ранений, полученных на войне.
В 1994 году кадры церемония награждения Дэвиса медалью Почёта была использована в фильме «Форрест Гамп». В кадрах фильма с Дэвисом на его голову наложили голову актёра Тома Хэнкса.
Дэвис рассказывает свою историю в документальном фильме 2002 года «Время чести».
В июле 2005 года в Индианаполисе, медаль Дэвиса была украдена из багажника его машины. Через несколько дней её нашли в соседней Уайт-Ривер.
4 июля 2010 года Дэвис помог с организацией празднования столетнего юбилея «Скаутов Америки» в парке Арлингтон. Сам он вступил в эту организацию в возрасте девяти лет. Также он получил почести от Института Джоя Фосса за своё служение Америке.
Дэвис состоит в Церкви Иисуса Христа святых последних дней.
У него есть жена Дикси Мэри Тэйлор.

## Награды и знаки отличия
| |                                 |  |  |  |  |  |  |  |  |  |  |
| | Бронзовый пучок дубовых листьев |  |  |  |  |  |  |  |  |  |  |
| Width=44 scarlet ribbon with a central width-4 golden yellow stripe, flanked by pairs of width-1 scarlet, white, Old Glory blue, and white stripes |                                 |  |  |  |  |  |  |  |  |  |  |

|  |

| 1st row        | Медаль Почёта                             | Медаль Почёта                             | Медаль Почёта                             | Медаль Почёта                             | Медаль Почёта                                             | Медаль Почёта                                             | Медаль Почёта                                             | Медаль Почёта                                             | Медаль Почёта                                    | Медаль Почёта                                    | Медаль Почёта                                    | Медаль Почёта                                    |
| 2nd row        | Серебряная звезда                         | Серебряная звезда                         | Серебряная звезда                         | Серебряная звезда                         | Пурпурное сердце с бронзовым дубовым листом (2 награды)   | Пурпурное сердце с бронзовым дубовым листом (2 награды)   | Пурпурное сердце с бронзовым дубовым листом (2 награды)   | Пурпурное сердце с бронзовым дубовым листом (2 награды)   | Медаль «За безупречную службу»                   | Медаль «За безупречную службу»                   | Медаль «За безупречную службу»                   | Медаль «За безупречную службу»                   |
| 3rd row        | Медаль «За службу национальной обороне»   | Медаль «За службу национальной обороне»   | Медаль «За службу национальной обороне»   | Медаль «За службу национальной обороне»   | Медаль «За службу во Вьетнаме» с двумя звёздами за службу | Медаль «За службу во Вьетнаме» с двумя звёздами за службу | Медаль «За службу во Вьетнаме» с двумя звёздами за службу | Медаль «За службу во Вьетнаме» с двумя звёздами за службу | Медаль «За кампанию во Вьетнаме» с пряжкой "60–" | Медаль «За кампанию во Вьетнаме» с пряжкой "60–" | Медаль «За кампанию во Вьетнаме» с пряжкой "60–" | Медаль «За кампанию во Вьетнаме» с пряжкой "60–" |
| Unit Citations | Президентская благодарность подразделению | Президентская благодарность подразделению | Президентская благодарность подразделению | Президентская благодарность подразделению | Президентская благодарность подразделению                 | Президентская благодарность подразделению                 | Крест «За храбрость» с пальмовым листом и рамкой          | Крест «За храбрость» с пальмовым листом и рамкой          | Крест «За храбрость» с пальмовым листом и рамкой | Крест «За храбрость» с пальмовым листом и рамкой | Крест «За храбрость» с пальмовым листом и рамкой | Крест «За храбрость» с пальмовым листом и рамкой |

## Наградная запись к медали Почёта
Сэмми Ли Дэвис
Званием и часть: Сержант (тогда рядовой первого класса), армия СШA, батарея C, 2-й батальон, 4-й артиллерийский полк, 9-я пехотная дивизия
Место и дата: к западу от Кай Ли, Республика Вьетнам, 18 ноября 1967
Поступил на службу в: Индианополис, штат Индиана
Родился: 1 ноября 1946, Дейтон, Oгайo
Цитата:

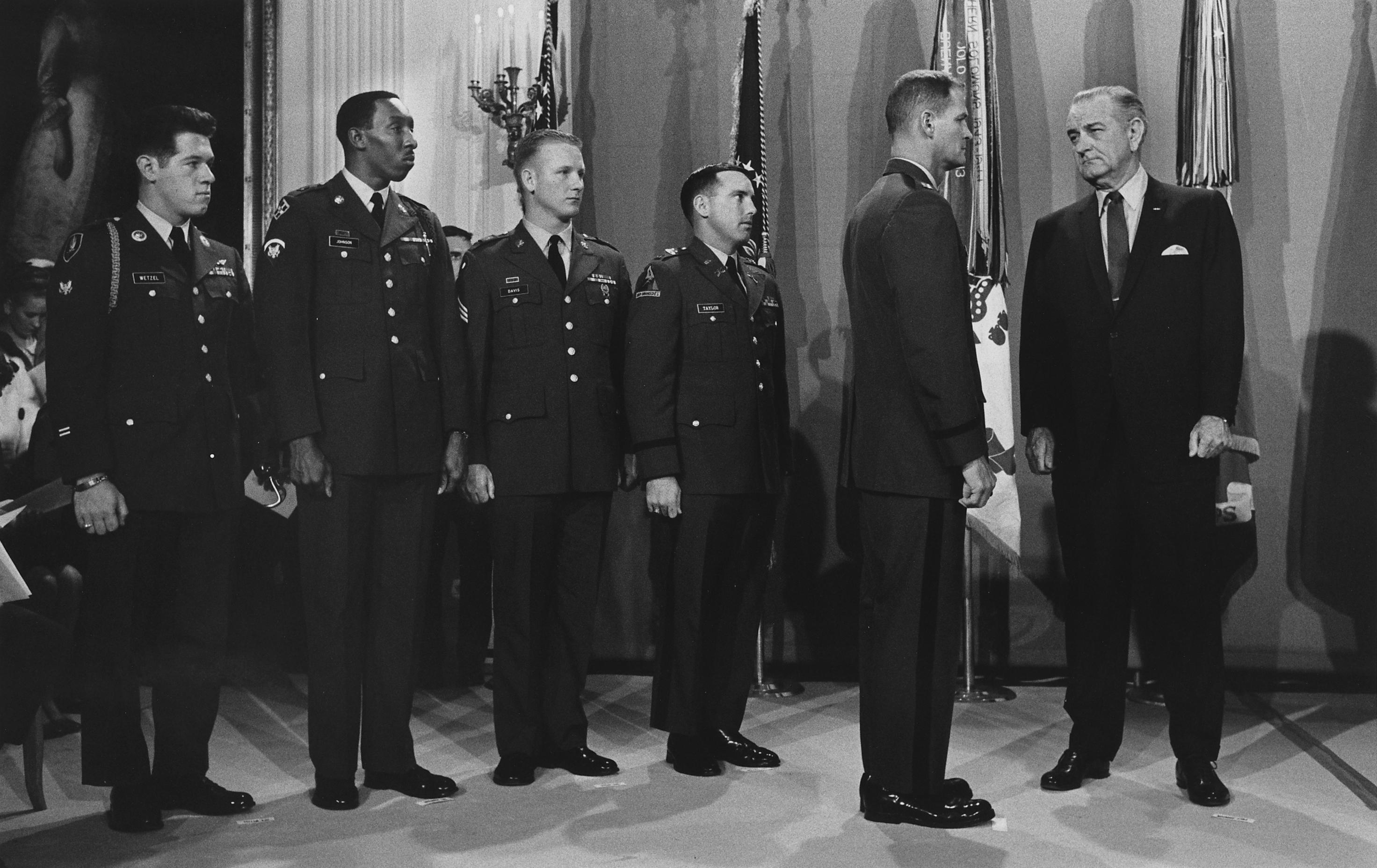
Награждение медалью Почёта. Слева направо: Гэри Дж. Уэцел, Дуайт Х. Джонсон, Сэмми Ли Дэвис, Джеймс А. Тейлор, Чарльз Дж. Лайтеки и президент США Линдон Джонсон.

За выдающуюся храбрость и отвагу, проявленные в бою с риском для жизни при выполнении и перевыполнении долга службы. СЕРЖАНТ Дэвис (тогда рядовой первого класса) отличился в утренние часы в ходе службы канониром на батарее С на удалённой огневой позиции. Примерно в 02.00 огневая позиция оказалась под плотным миномётным обстрелом. Одновременно Вьетконг численностью примерно до усиленного батальона пошёл в атаку на базу огневой поддержки. Противник подобрался на 25 м к позициям. Только река отделяла Вьетконг от базы огневой поддержки. Сержант Дэвис взял пулемёт и прикрывал огнём расчёт своего орудия, в то время как те пытались навести орудия для стрельбы прямой наводкой по противнику. Несмотря на его действия, снаряд из безоткатного орудия противника угодил прямо в [американское] орудие. Взрыв отбросил артиллеристов от орудия и накрыл сержанта Дэвиса, сидящего в укрытии. Он вскочил на ноги и вернулся к гаубице, охваченной огнём. Несмотря на повторяющиеся призывы найти себе укрытие, СЕРЖАНТ Дэвис забил снаряд в орудие. Несмотря на плотный вражеский обстрел, направленный прямо по его позиции он навёл орудие и выстрелил из него. Откатившееся орудие сбило его с ног, но Дэвис без колебаний вернулся к орудию, чтобы вести огонь дальше, пока снаряд из вражеского миномёта не разорвался в 20 метрах от его позиции, причинив ему болезненные ранения. Тем не менее, СЕРЖАНТ Дэвис зарядил орудие и выстрелил. Снова откат орудия сбил его с ног. Полностью презрев собственную безопасность, СЕРЖАНТ Дэвис  зарядил и выпустил ещё три снаряда по врагу. Невзирая на свои обширные ранения и неспособность плавать, СЕРЖАНТ Дэвис приготовил воздушный матрас и переплыл через глубокую реку, чтобы спасти троих раненых солдат на дальнем берегу. Добравшись до трёх раненых,  он встал в полный рост и открыл огонь по густой растительности, чтобы не дать вьетконговцам приблизиться. Когда наиболее серьёзно раненый солдат был переправлен через реку, СЕРЖАНТ Дэвис   защищал двух оставшихся раненых, пока не смог переправить их через реку на базу огневой поддержки. Несмотря на мучения от болезненных ран он отказался от медицинской помощи, присоединился к другому орудийному расчёту, обстреливавшему крупный отряд Вьетконга, пока тот не вышел из боя и не отступил. Необычайный героизм СЕРЖАНТА  Дэвиса проявленный с риском для жизни поддержал высочайшие традиции военной службы и принёс великую славу ему и армии США.                 
Оригинальный текст (англ.)
Sammy Lee Davis
Rank and organization: Sergeant (then Private First Class), U.S. Army, Battery C, 2nd Battalion, 4th Artillery, 9th Infantry Division
Place and date: West of Cai Lay, Republic of Vietnam, 18 November 1967
Entered service at: Indianapolis, Indiana
Born: 1 November 1946, Dayton, Ohio
Citation:
For conspicuous gallantry and intrepidity in action at the risk of his life and beyond the call of duty. SGT Davis (then PFC) distinguished himself during the early morning hours while serving as a cannoneer with Battery C at a remote fire support base. At approximately 0200 hours, the fire support base was under heavy enemy mortar attack. Simultaneously, an estimated reinforced Viet Cong battalion launched a fierce ground assault upon the fire support base. The attacking enemy drove to within 25 meters of the friendly positions. Only a river separated the Viet Cong from the fire support base. They were detecting a nearby enemy position, Sgt. Davis seized a machine gun and provided covering fire for his gun crew as they attempted to bring direct artillery fire on the enemy. Despite his efforts, an enemy recoilless rifle round scored a direct hit upon the artillery piece. The resultant blast hurled the gun crew from their weapon and blew Sgt. Davis into a foxhole. He struggled to his feet and returned to the howitzer, burning furiously. Ignoring repeated warnings to seek cover, SGT Davis rammed a shell into the gun. Disregarding a withering hail of enemy fire directed against his position, he aimed and fired the howitzer, which rolled backward, knocking SGT Davis violently to the ground. Undaunted, he returned to the weapon to fire again when an enemy mortar round exploded within 20 meters of his position, injuring him painfully. Nevertheless, SGT Davis loaded the artillery piece, aimed, and fired. Again he was knocked down by the recoil. In complete disregard for his safety, SGT Davis loaded and fired three more shells into the enemy. Disregarding his extensive injuries and inability to swim, SGT Davis picked up an air mattress and struck out across the deep river to rescue three wounded comrades on the far side. Upon reaching the three wounded men, he stood upright and fired into the dense vegetation to prevent the Viet Cong from advancing. While the most seriously wounded soldier was helped across the river, SGT Davis protected the two remaining casualties until he could pull them across the river to the fire support base. Though suffering from painful wounds, he refused medical attention, joining another howitzer crew that fired at the large Viet Cong force until it broke contact and fled. SGT Davis' extraordinary heroism, at the risk of his life, is in keeping with the highest traditions of military service and reflects great credit upon himself and the U.S. Army.
/S/ Lyndon B. Johnson
— 